# Université-de-Montréal
La stazione dell'Università di Montréal  della metropolitana di Montréal si trova nel quartiere di Côte-des-Neiges–Notre-Dame-de-Grâce di Montréal, Quebec, Canada. È gestita dalla Societé de transport de Montréal (STM) e serve la linea blu.

## Descrizione

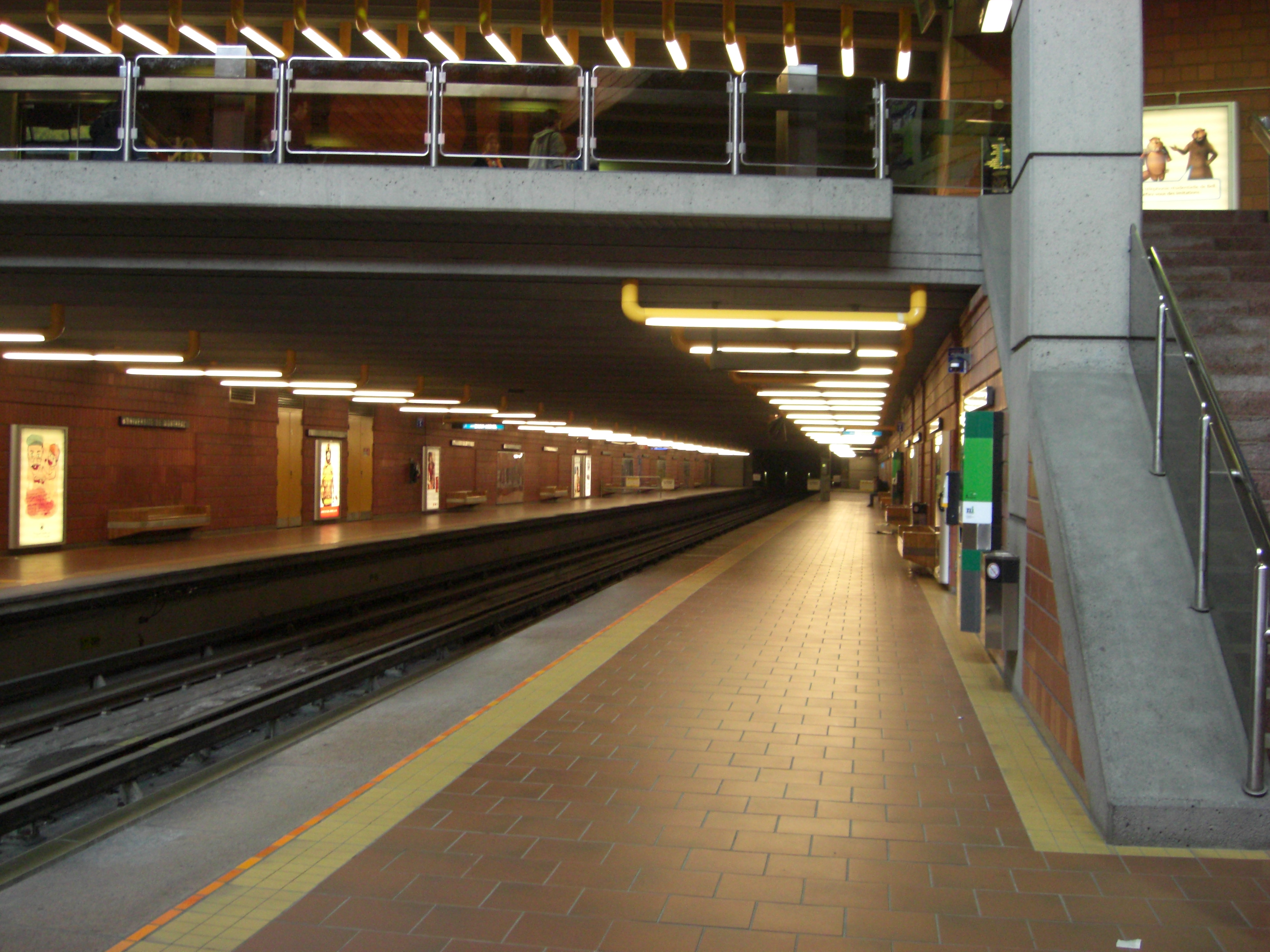

Costruita ai piedi del Monte Royal ed è la stazione più alta della rete in elevazione.
Ha tre entrate. L'entrata principale è affacciata su viale Edouard-Montpetit e l'ingresso dell'Università di Montréal è adiacente all'ingresso della scala mobile La Rampe che conduce al padiglione principale dell'università che si apre sulla biglietteria. Una terza entrata su via Louis-Colin è collegata da una passerella che conduce le piattaforme attraverso la caverna delle stazioni.
La stazione contiene due opere d'arte in terracotta dell'architetto André Léonard. Il più grande, situato sopra la biglietteria, è intitolato Les quatre éléments; il più piccolo si trova alla fine della passerella per l'entrata di Louis-Colin.
La stazione è dotata di schermi informativi Métrovision che visualizza notizie, spot pubblicitari, e il tempo fino al prossimo treno.

## Origine del nome
La stazione prende il suo nome dalla Università di Montréal sotto il campus in cui si trova.

## Punti di interesse nelle vicinanze
• Università di Montréal 
• College Jean-de-Brebeuf
• Ospedale Sainte-Justine